# Cosmia pyralina
Cosmia pyralina là một loài bướm đêm thuộc họ Noctuidae. It is found central Europe, in the phía bắc up to central Đảo Anh và miền nam Fennoscandia, phía nam đến miền bắc Tây Ban Nha và central Ý, phía đông through Bulgaria up to the Kavkaz further through Asia up to Hàn Quốc và Nhật Bản.
Sải cánh dài 28–32 mm. Con trưởng thành bay từ tháng 6 đến tháng 8 làm một đợt.
Ấu trùng ăn various deciduous trees, bao gồm Ulmus, Pyrus, Salix và Quercus species.

## Hình ảnh

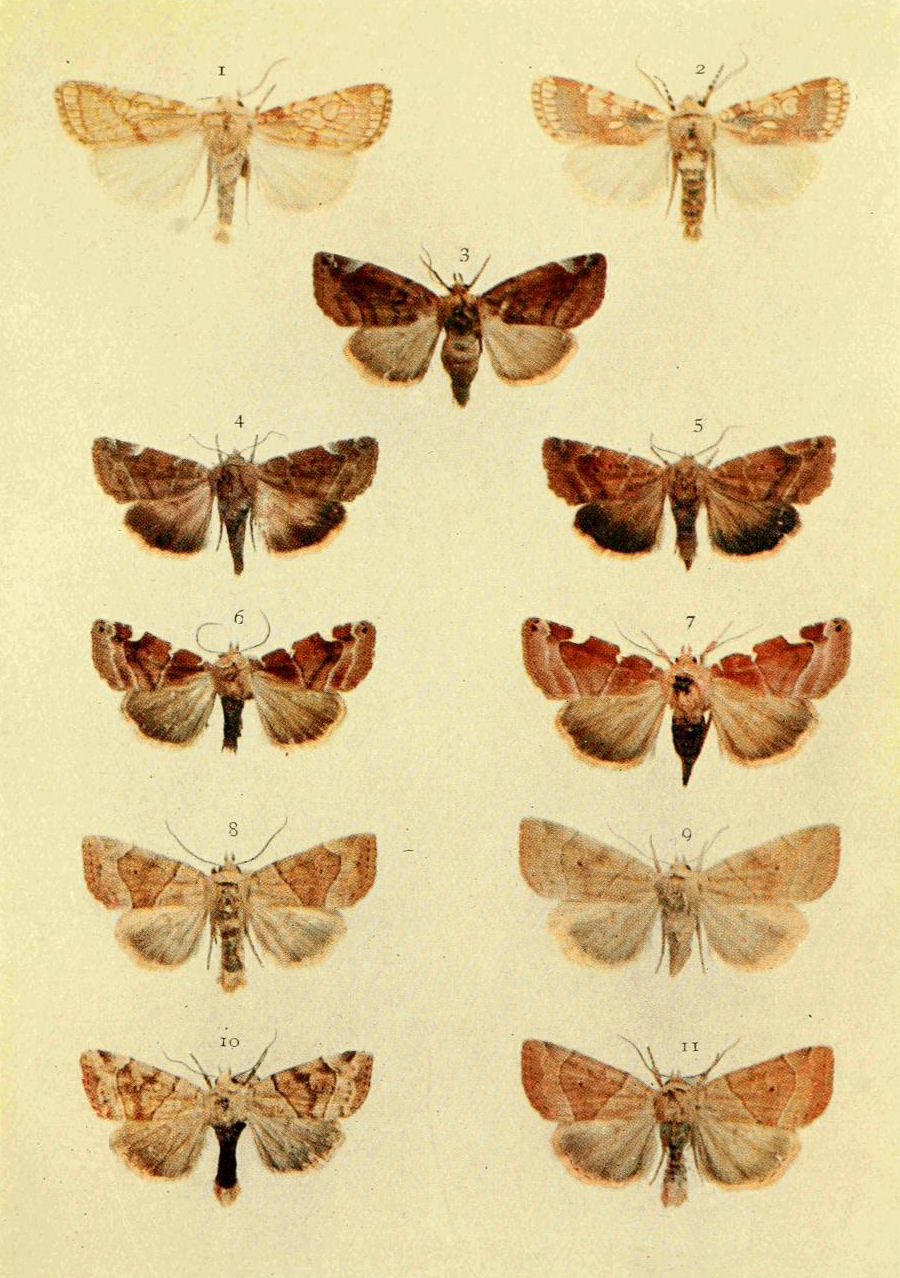
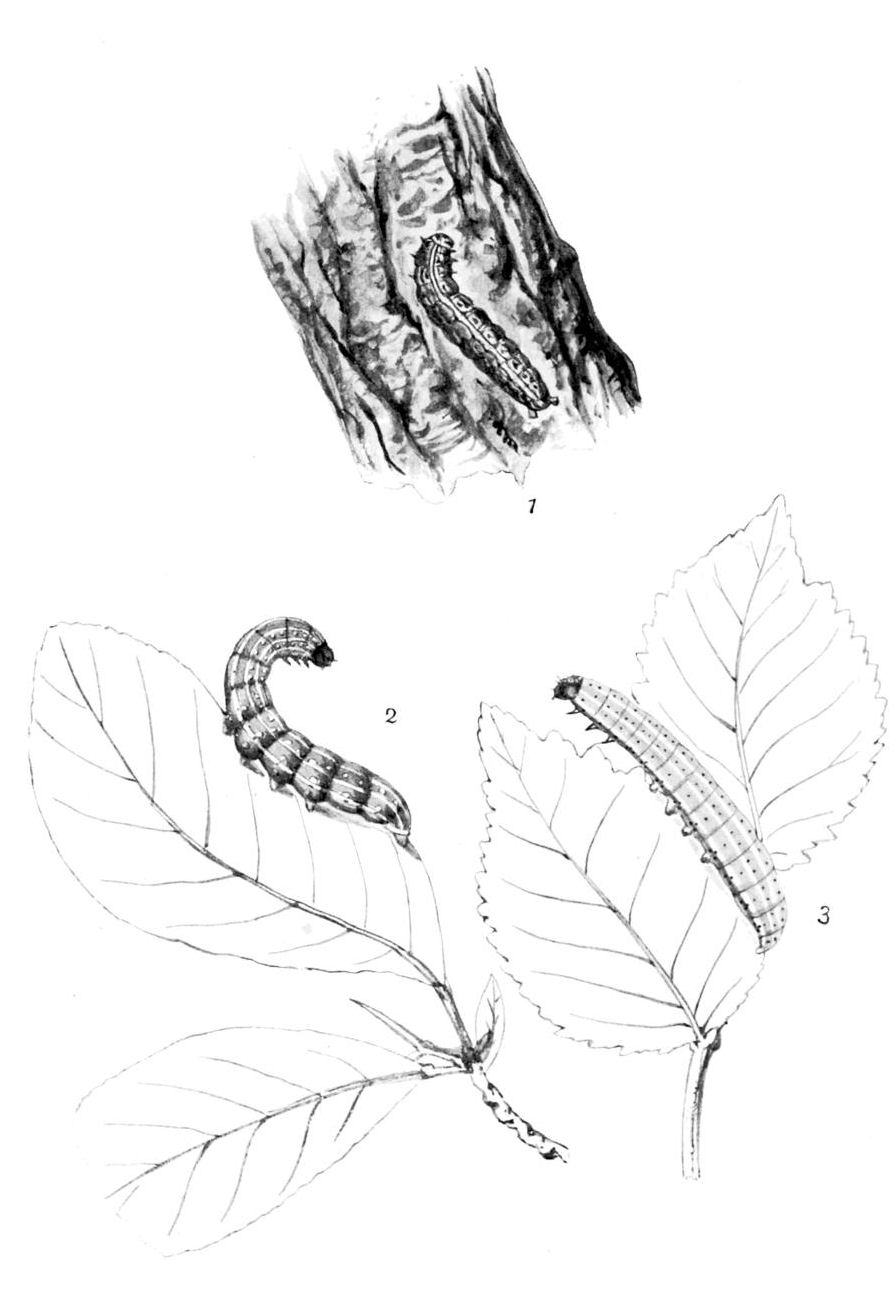